# Vim (Yacht)
Die Segelyacht VIM ist eine Regattayacht der 12mR-Meter-Klasse, die 1939 von dem US-amerikanischen Unternehmer Harold S. Vanderbilt bei dem New Yorker Yachtkonstrukteur Olin Stephens in Auftrag gegeben wurde.

## Geschichte
Vanderbilt wollte mit der Yacht in die prestigeträchtigen Segelregatten der 12-Meter-Klasse in britischen Gewässern einsteigen. Der Entwurf von Olin Stephens war sehr modern für die damalige Zeit, beruhte er doch auf den Ergebnissen intensiver Schlepptankversuche und war auch inspiriert von dem Design der erfolgreichen 6-Meter-Yacht Goose. Olin Stephens sagte später: „Sie war die tatsächliche Finesse von dem, was ich vorher gemacht habe“ („She was a real refinement on what I had done before“). VIM war eine besondere 12-Meter-Yacht, wie später die britischen Yachten Trivia, Evaine und die 1939 gebauten US-Yachten Tomahawk (Eigner: Thomas Sopwith), Flica II (Eigner: Hugh Goodson), Ornsay (Eigner: A. Cornell)  und Jenetta (Eigner: Sir William Burton), aber mit einem aggressiveren Kiel und volleren Linien im Bug. Gebaut wurde VIM auf der Henry B. Nevins Werft auf City Island in New York. Die Kiellegung erfolgte am 20. Januar 1939 und der Stapellauf war am 29. April 1939, zum Heimathafen wurde Newport (Rhode Island), USA.

## Konstruktion
VIM war nach der Third International Rule, eine Weiterentwicklung der First Rule an dem Gewichtslimit dieser Formel konstruiert worden. Das Rumpfgewicht war am Minimum der Formelvorgaben ausgerichtet und der Mast wurde aus Aluminium gefertigt, da er so stabiler und leichter als vergleichbares Material war. Die Stage und Wanten waren windschnittig geformt oder verkleidet.
VIM erhielt auch die ersten Zweigang-Coffeegrinder, die je auf einer Yacht der 12-Meter-Klasse montiert wurden. Mit diesen Coffeegrindern holt man die Fockschoten bei Wendemanövern besonderes schnell dicht. Das Cockpit war schmaler als üblich und wasserdicht. VIM hatte auch eine der ersten Trimmklappen am Ruderblatt, abgeschaut vom Flugzeugbau (Flettnerruder). So konnte die Abrisskante am Ruderblatt vom Cockpit aus unabhängig von der Ruderbewegung kontrolliert werden. Die Einstellung wurde über ein Handrad und ein eingebautes Getriebe bedient, das auf dem Ruderkopf angebracht war. Das Getriebe drehte eine Stange innerhalb des hohlen Ruderschaftes und übertrug so die Drehung auf die Trimmklappe. Die Drehung betrug 14 Grad nach Backbord und 14 Grad nach Steuerbord.
VIM hatte unter Deck eine einfache kleine Kabine mit zwei vollen Kojen und zwei Hundekojen. Im vorderen Teil gab es einen großen Raum zum Stauen und Verpacken der Segel. Diese Aufteilung sparte Gewicht in der Mitte des Schiffes und störte nicht die Kombüse und Toilette rechts vorn.

## Regatten

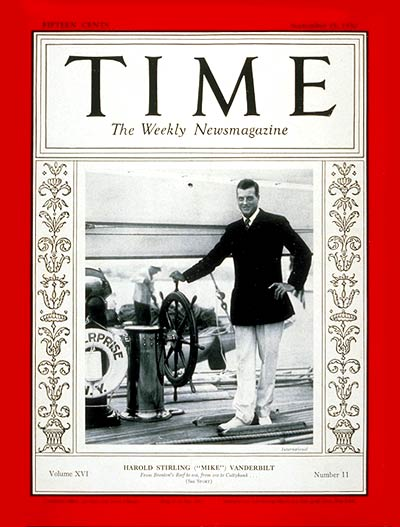
Harold Sterling „Mike“ Vanderbilt auf der Titelseite des Time Magazine, 15. September 1930

Der Yacht VIM und ihrem Eigner und Skipper Harold S. Vanderbilt wurde 1939 im Vereinigten Königreich kurz nach dem Stapellauf ein herzlicher Empfang bereitet und große Aufmerksamkeit entgegengebracht. Der Segelerfolge stellten sich sofort ein: In den ersten beiden Regatten ließ VIM praktisch ihre Rivalen stehen. So berichtet Heckstall-Smith in der Zeitschrift Yachting World am 23. Juni 1939 von dem überragenden Design von Olin Stephens basierend auf den Schlepptankversuchen, von dem hervorragenden leichten Mast mit weniger Windwiderstand, der größeren Kraft der Winschen (Coffeegrinder) und dem besseren Schnitt der Segel, insbesondere der Fock und des Spinnakers. Er hob aber weiterhin das Geschick der Crew in den Segelmanövern, den Segeltrimm, die Kurswahl in der Wettfahrt und das Berechnen der Tidenströme ohne örtlichen Lotsen als Siegesgründe hervor.
Am Ende der Saison 1939 gewann VIM 19 von 28 Regatten. Sie segelte sieben Rennen in den flachen Tidengewässern der Ostküste und gewann fünf. Dann wechselte sie in die tieferen Gewässer an der Westküste und gewann 6 von 7 Rennen. Danach kam sie in die Tidengewässer des Solent. Hier segelte sie 14 Regatten und gewann 8. Ihr Erfolg war überragend und die Popularität ihres Eigners und der Crew war enorm.
1940 und 1949 gewann VIM den King’s Cup des NYCC und 1940 den Astor Cup und die Larchmont Race Week in Westchester County, New York.

## Werdegang nach 1950
1951 übernahm der neue Eigner John N. Matthews die Yacht mit neuem Heimathafen Oyster Bay (New York) und nutzte VIM als Reserveyacht. 1952 gewann sie den Astor Cup (New York Yacht Club) und 1955 den Queen's Cup.
Der Eigner nahm 1958 an den Auswahlregatten zum America’s Cup teil. Er bat daher im Jahr 1957 Olin Stephens VIM in die Originalversion zurückzuversetzen. Die Maschine wurde entfernt gemeinsam mit einigen anderen schweren Ausrüstungsgegenständen. Der Rumpf wurde neu beplankt, neue Segel aus Dacron und ein neues Rigg beschafft. Ein Foto der Yacht VIM zeigte das Titelblatt des Life Magazine vom 4. August 1958, das dem America’s Cup gewidmet war.
Das Design von VIM wurde vom Konstruktionsbüro Sparkman & Stephens für den Entwurf der neuen 12-Meter-Yacht Columbia genutzt. In den Ausscheidungswettfahrten (trail races) wurde die Crew von Bus Mosbacher und Dick Matthews (Sohn des Eigners) als zweiter Steuermann und dem anderen Sohn Donald Matthews, Brad Noyes, Dick Bertram und Ted Hood, der gerade dabei war mit neuen Segelmaterialien zu experimentieren, unterstützt. VIM war sehr erfolgreich, und am Ende der Wettfahrten war sie die Beste aller Teilnehmer bis auf Columbia, die ein wenig schneller am Wind bei höheren Windstärken segelte. Die letzte Serie zeigte ein sehr enges Rennen, bei der VIM wohl am besten segelte. Columbia gewann das 5. Rennen mit 12 Sekunden und wurde als Verteidiger-Yacht (defender) des America’s Cup 1958 ausgewählt.
Im Jahr 1959 nutzte eine Römisch-Katholische Wohlfahrtsinstitution die Yacht VIM. Sie wurde dann von Sir Frank Packer für fünf Jahre gechartert. Das Design der australischen Yacht Gretel wurde von dem Konstrukteur Alan Payne nach dem Vorbild von VIM gestaltet. Gretel war Herausforderer (challenger) des America’s Cup 1962 und VIM diente ihr als Sparringspartner in der Vorbereitung auf den Cup.
1965 kaufte Sir Frank Packer VIM und ihr neuer Heimathafen wurde Sydney (Australien). Er nutzte die Yacht 1967 als Sparringspartner für Dame Pattie und 1970 für Gretel II.
VIM wurde 1973 verkauft an Yenchap Estates Pty Ltd. 1976 übernahm Dr. Tony Fisher die Yacht mit Heimathafen Tarent Point (NSW, Australia). 1977 verschwand VIM aus dem Lloyd’s Register, verblieb aber in Australien. 1980 bis 1985 war sie in Besitz von Leo Berliner, der den Heckspiegel der Yacht ersetzte.
1985 übernahmen Paul und Yvonne Maule die Yacht. VIM wird auf der Ken Beashel Werft restauriert und der Original-Vordersteven wird entdeckt und wieder eingebaut, so wie viele andere Teile der Original-Ausrüstung wie die Coffeegrinder. Das Original-Rigg mit laufenden Backstagen wurde wieder installiert. Nach zwei Jahren Arbeit wurde VIM erneut zu Wasser gelassen und als Charteryacht genutzt.
1990 kaufte Alberto Rusconi die Yacht. Neue Heimathäfen wurden La Spezia und Genua. Der neue Eigner unterzog VIM einer ersten Teilrestaurierung. Sie nahm an Regatten der 12-Meter-Klasse im Mittelmeer teil, aber sie erzielte nicht so gute Resultate, da noch keine eingespielte Crew an Bord war. Sie startete auch wieder gegen Tomahawk, die ebenfalls Alberto Rusconi gehörte. 1999 wurde dann eine umfangreiche Restaurierung mit einem neuen Deck, einer teilweisen Neubeplankung und einer neuen Maschine vorgenommen. Ein kompletter Refit ohne limitiertes Budget erfolgte 2003 auf der italienischen Werft Cantiere Navale dell’Argentario.
Im April 2014 kaufte Patrick Howaldt VIM für 775.000 Dollar. Der Heimathafen ist jetzt Kopenhagen in Dänemark (Kongelig Dansk Yachtklub).

## Regatta-Ergebnisse nach 2014
- Erster Auftritt war ein fünfter Platz bei der Weltmeisterschaft der 12mR-Klasse in Barcelona (mit einer Crew vom New York Yacht Club).
- Erster Platz bei der Europameisterschaft 2015 der 12mR-Klasse im Rahmen des Robbe & Berking Sterling Cup 2015 auf der Flensburger Förde vor Glücksburg.[12][13]
- Dritter Platz bei der Kieler Woche 2015 der 12mR-Klasse.[14]
- Dritter Platz bei den Regatten um den Framnæs Metre Cup 2015 auf dem Sandefjord in Norwegen.[15]
- Erster Platz bei der offenen Deutschen Meisterschaft (German Open) 2016 der 12mR-Klasse  im Rahmen des Robbe & Berking Sterling Cup 2016 auf der Flensburger Förde.[16]
- Erster Platz bei der Kieler Woche 2016 der 12mR-Klasse.[17]
- Erster Platz bei der Kieler Woche 2017 der 12mR-Klasse (Klassik-Wertung).[18]
- Dritter Platz der 12mR-Klasse beim Robbe & Berking Sterling Cup 2017, 12mR Europameisterschaft auf der Flensburger Förde.[19]
- Zweiter Platz der 12mR-Klasse beim Robbe & Berking Sterling Cup 2020 auf der Flensburger Förde.[20]
- Erster Platz bei der Weltmeisterschaft 2021 der 12mR-Klasse (Klassik-Wertung) in Helsinki.[21]
- Erster Platz der 12mR-Klasse beim Robbe & Berking Sterling Cup 2021 auf der Flensburger Förde.[22]

## Galerie

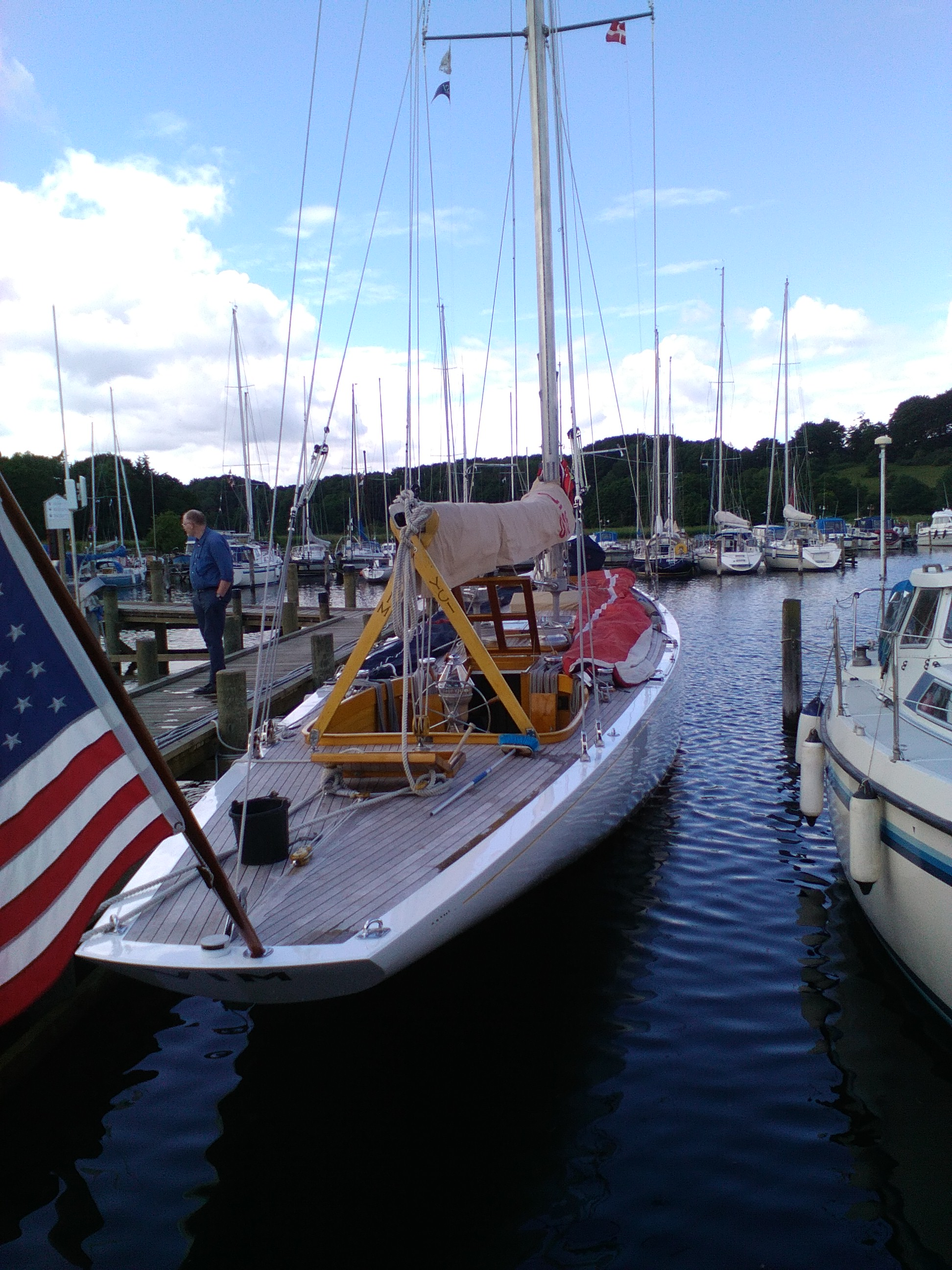
VIM US-15, Kalø (DK)
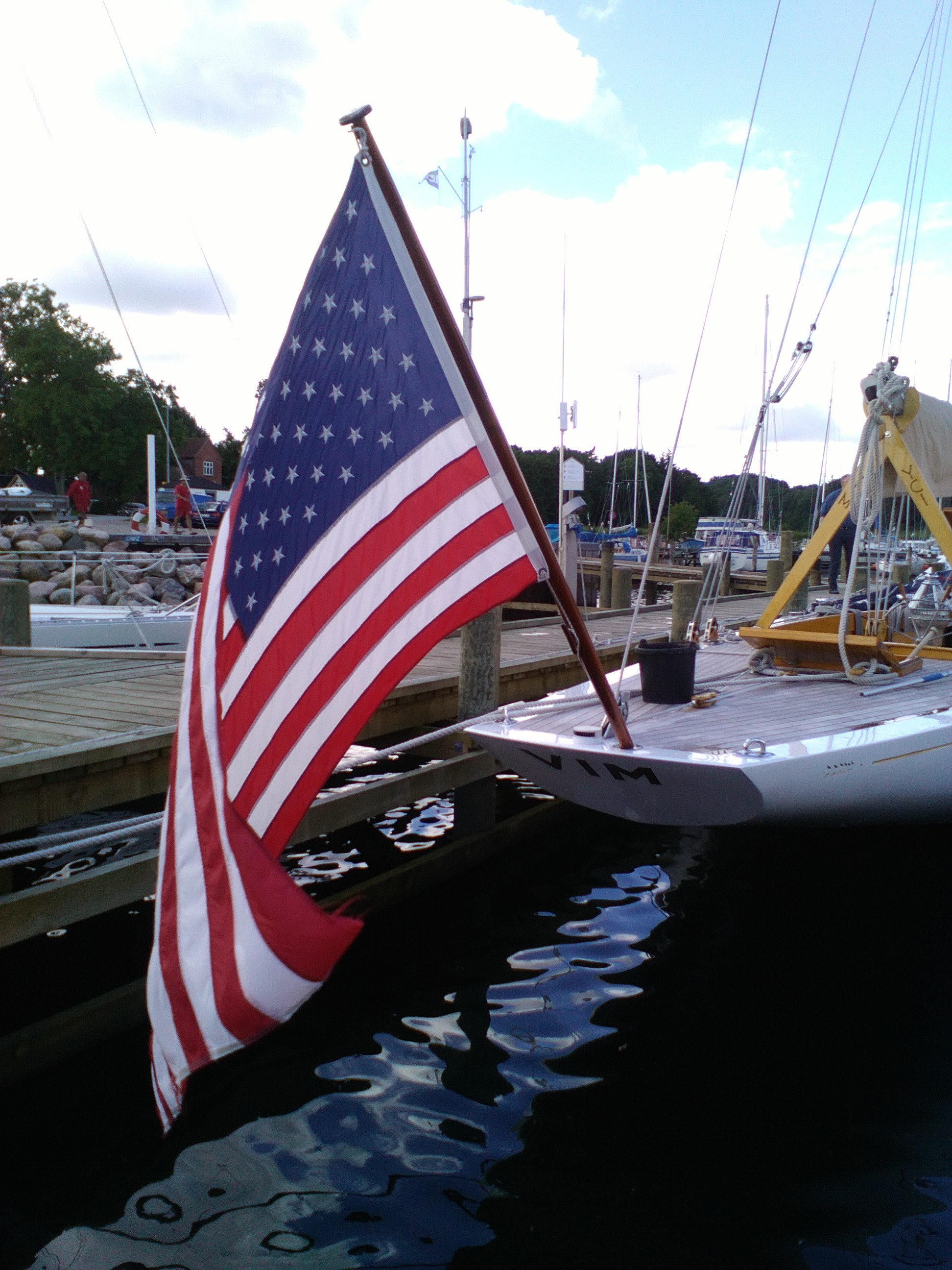
VIM US-15, Heckansicht, Kalø (DK)
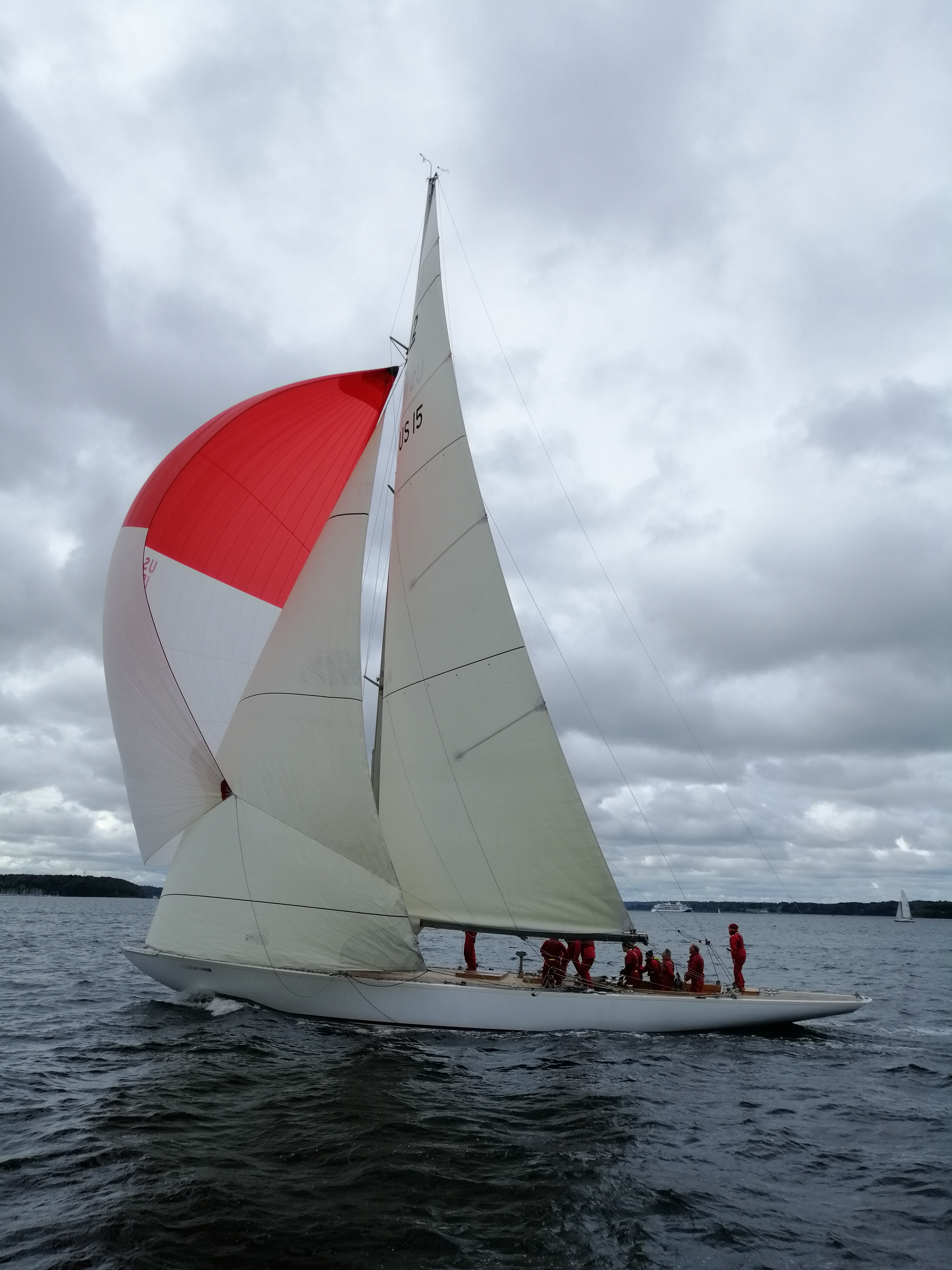
VIM US-15, Robbe & Berking Sterling Cup
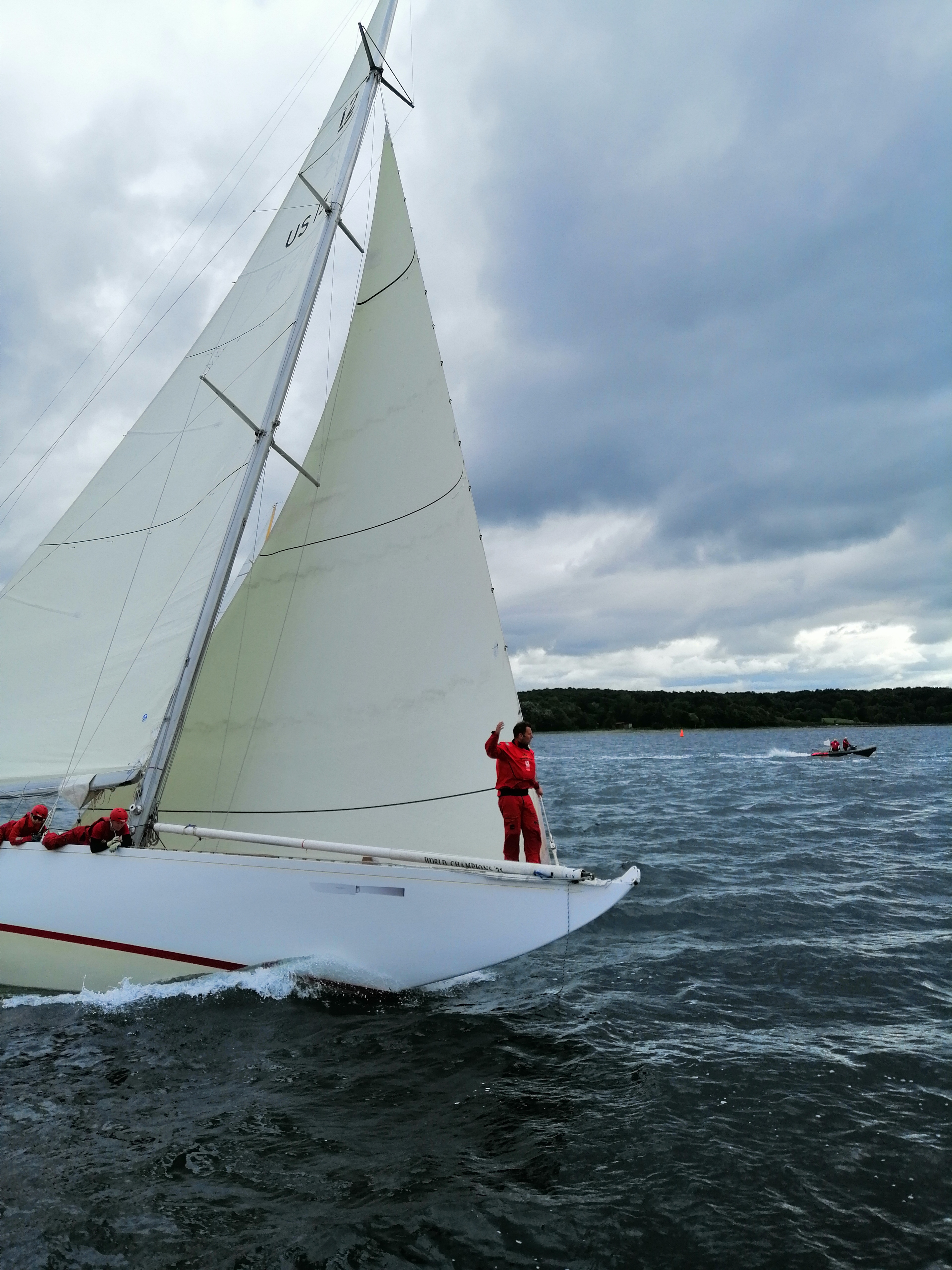
VIM US-15, Robbe & Berking Sterling Cup
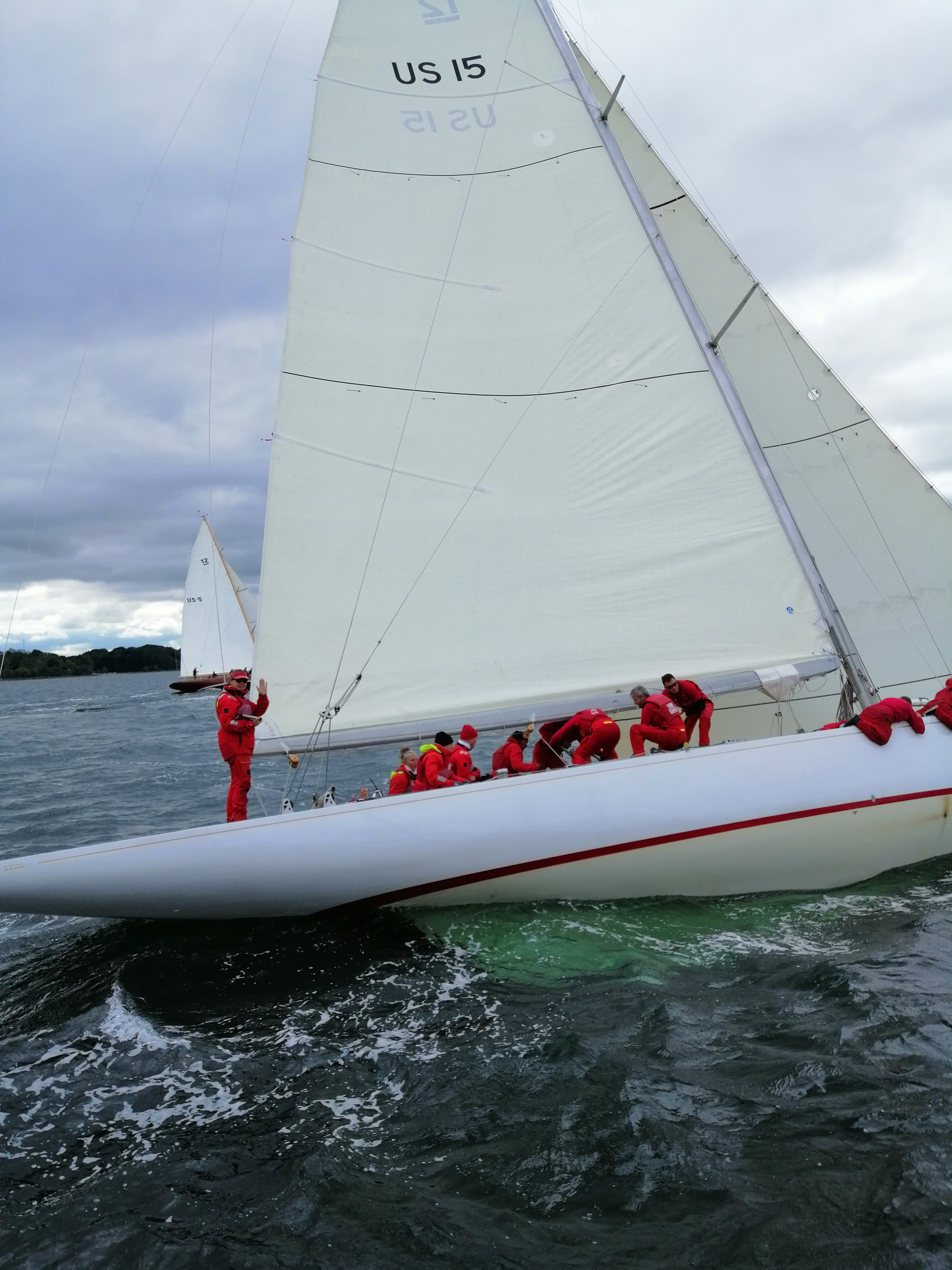
VIM US-15, Robbe & Berking Sterling Cup
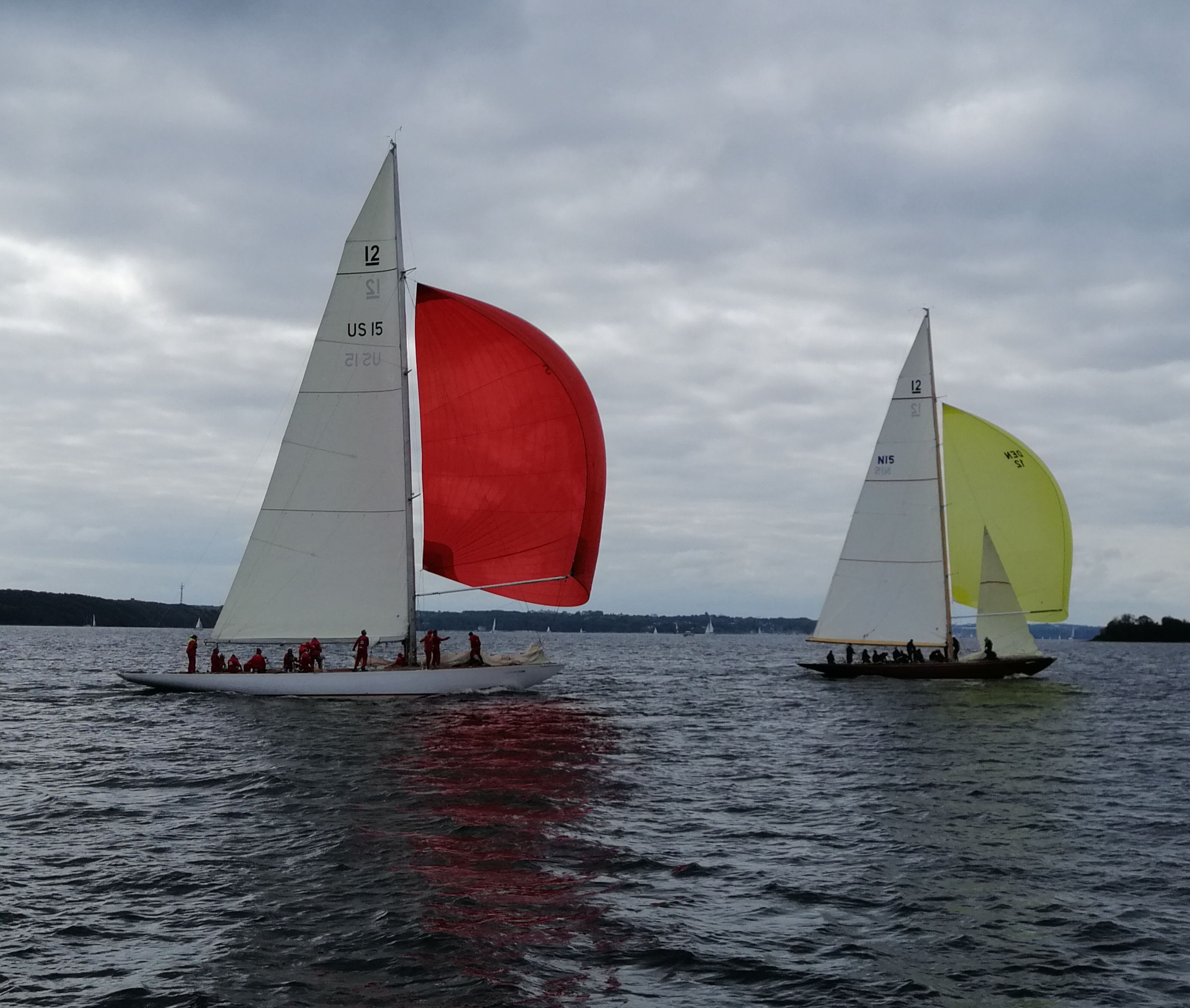
VIM US-15, NINI ANKER N-15, Robbe & Berking Sterling Cup
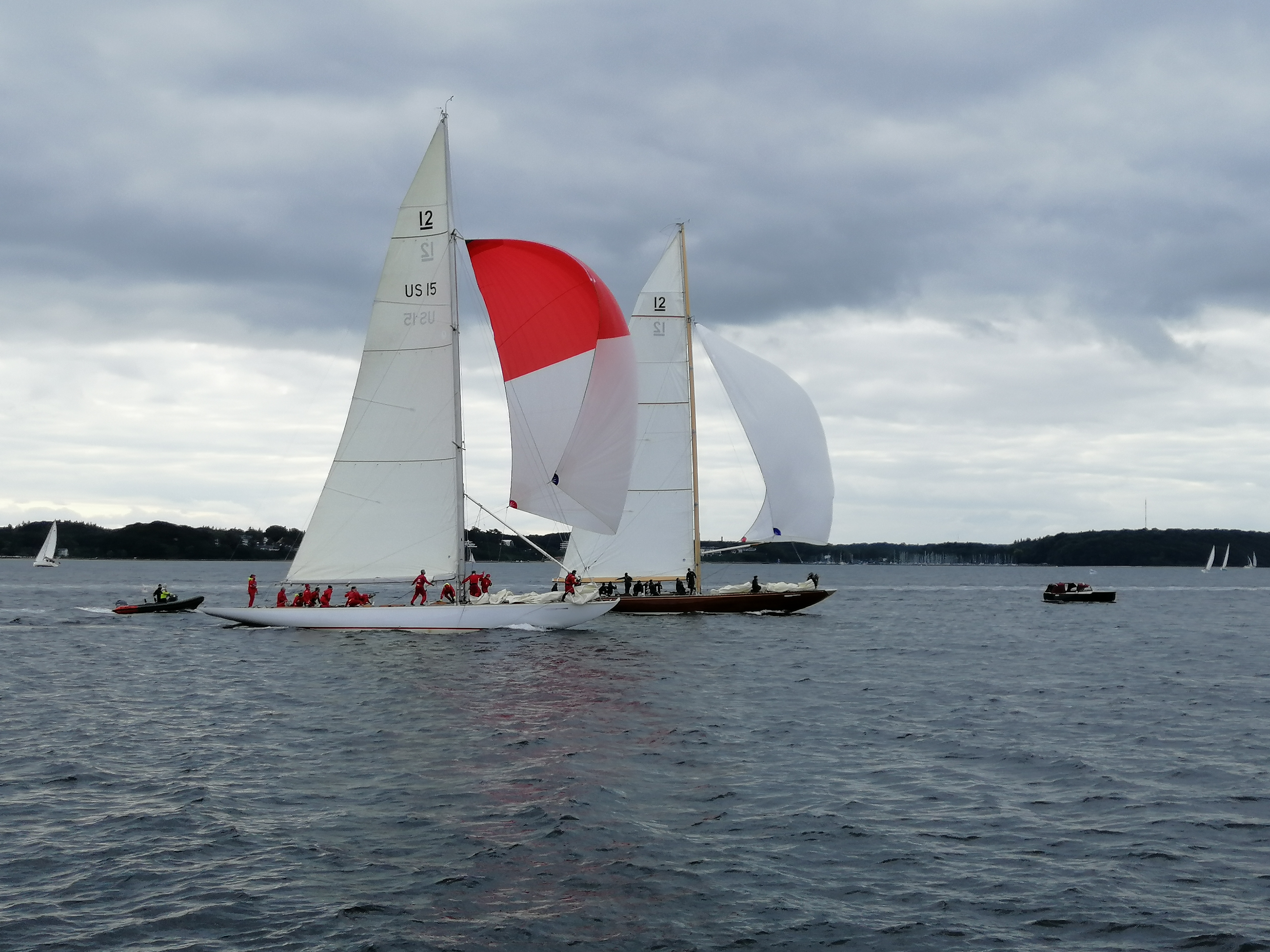
VIM US-15, Nini Anker N-15, Robbe & Berking Sterling Cup